# David Fincher
David Leo Fincher (Denver, Colorado, 1962. augusztus 28. –) BAFTA-, Golden Globe- és négyszeres Primetime Emmy-díjas amerikai filmrendező és videóklip-készítő. Gyakran fellelhetők sajátos stílusjegyei, mint például a sötét, misztikus hangulat, leginkább a Hetedik, a Harcosok klubja, a Zodiákus és a Benjamin Button különös élete című filmjeiben.

## Pályafutásának kezdete
Gyerekkorában nagy hatással volt rá a Paul Newman és Robert Redford-féle Butch Cassidy és a Sundance kölyök című westernfilm. Amikor sikerült megnéznie a filmről készül werket, beleszeretett a rendezésbe. Annak ellenére, hogy a szakma szamárlétráját viszonylag gyorsan bejárva került rendezői székbe, elég döcögősen indult karrierje. Effektgyártóként közreműködött A jedi visszatérben, a A Végtelen Történetben és az Indiana Jones és a végzet templomában is, közben reklámfilmek tucatjait rendezte. Korai szösszenetei sötét tónusúak, expresszívek, és morbid jellegű stílusukról ismerszenek meg. Kisebb botrányt kavart egy 1984-es rákellenes reklámfilmje, amelyben egy cigiző magzat képét mutatja be.

## Propaganda Stúdió
Fincher 1987-ben alapította a Proganda stúdiót, ahol videóklipek mellett reklámfilmeket is rendezett. A stúdiónál sok olyan rendező dolgozott, akik később híres nagyfilmesekké váltak, ilyen volt Meiert Avis, David Kellogg, Michael Bay, Antoine Fuqua, Neil LaBute, Spike Jonze, Mark Romanek, Michel Gondry, Paul Rachman, Zack Snyder, Gore Verbinski, és Alex Proyas

## Videóklipek
Fincher nagy költségvetésű videókat készített, többek között olyan előadóknak, mint Rick Springfield, Madonna, The Rolling Stones, Iggy Pop, Aerosmith és Sting. Videóinak nagy része belső terekben, általában kopottas falú szobákban játszódik, nem ritka a futurista klausztrofób környezet, amely színvilágában, álomszerűségében sok szempontból előrevetíti későbbi filmjeinek miliőjét. Expresszív játékainak legjobb példája az 1990-ben George Michael Freedom című dalához készített klipje.

## Nagyfilmjei

### A végső megoldás: Halál(1992)
A videóival egy rakás díjat bezsebelő Fincher 29 éves volt, amikor lehetőséget kapott, hogy igazi nagyköltségvetésű egész estés filmet forgasson. Ám ez felemás lehetőség volt, egyrészt azért, mert a 20th Century Fox az Alien-trilógia lezárását bízta rá, másrészt a film forgatása már megkezdődött és ő tulajdonképpen a kirúgott Vincent Wardot helyettesítette, aki végül forgatókönyvíróként lett feltüntetve a stáblistán. A nyomás nagy volt, hiszen a 80-as években komoly rajongótábor alakult ki a két film körül. A forgatás viharos volt, a költségvetés túl nagy lett, végül a trilógia befejező része a bemutató után megbukott.
A rendezőnek kapóra jött, hogy a történet egy börtönbolygón játszódik, hiszen a szűk belsők már klipjeiben is visszatérő, kedvelt helyszínei voltak. Vissza tudta idézni a sorozat Ridley Scott-féle első részének, A nyolcadik utas: a Halálnak (1979) nyomasztó, pszichoanalitikus környezetét. Fincher Ripley-je újjáébred James Cameron A bolygó neve: Halál (1986) című trükkorgiájából, a szerető anyából férfias-anyává változik, aki vírust hordoz magában. Ripley tehát egy polgári értékrendű nőből kitaszított beteggé válik, akit állapota kárhoztat a halálra. Ettől a betegségétől, sárkányától heroikusan válik meg a film befejezésében. A film világa posztapokaliptikus, elhagyott helyszín, ahol az ott lévőknek meg kell küzdeniük az idegennel, hogy a halálba léphessenek. Fincher alkotása a hit által nem kiüresedett, mégis a végítéletre váró közösséget mutat be, amelyet produceri utasításra suspense-elemekkel tűzdelt tele.
A bezártság, a földszagú, reális környezet, a radikális befejezés, valamint néhol a videóklipes megoldások magukon viselik Fincher kézjegyeit, mégis a DVD-kiadás egyes bővített jelenetei inkább a Vincent Ward víziójának maradványai. A játszma és a hajsza itt még csak egy dramaturgiai hibáktól szenvedő sci-fi-horror-noir jellegű fogócska.
Az elemzők és a kritikusok az orálszadisztikus és fallikus kinézetű Idegent az AIDS metaforájaként értelmezték. Volt, aki szerette, sokan utálták, a rajongók azt látták, hogy unalomba és tragédiába fullad kedvenc mítoszuk. A rendező maga sem szerette első filmjét, mégis 10 évvel később lehetőséget kapott rá, hogy kijavítsa művét egy bővített extra kiadásban, amely szimbólumaiban eltér az eredeti moziváltozattól.
A végső megoldás: Halál nem váltotta be a hozzáfűződő reményeket, ennek ellenére azonban Fincher karrierje mégsem bicsaklott ki. Egyelőre visszatért a promóciók és a videóklipek világába. 1994-ben a The Rolling Stones Love Is Strong című klipjéért Grammy-díjat kapott és ismét lehetősége nyílt nagyjátékfilm rendezésére.

### Hetedik(1995)
1995-ben Andrew Kevin Walker Hetedik című forgatókönyve alkalmas volt az újabb debütálásra. A film noir 70-es évekbeli feltámadása Roman Polański Kínai negyedéhez (1974) köthető. Fincher a neo noir egyik legmorbidabb példáját forgatta le, és poklát ezúttal eredményesebben tudta vászonra ültetni. A hét főbűnt analizáló sztorit, hétnapos, fordulatos dramaturgia foglalja keretbe, leszámítva a kis felvezetést. Az elejefőcím reklámjellegű, videóklipes stílusa későbbi filmjeinek is a védjegyévé válik.
A végső megoldás: Halál korlátozott közössége után, Fincher egy posztmodern társadalmat vizionál, amely képi világában már nem zárt, hanem maga a pokol. Az idealista, zöldfülű John Mills és a tapasztaltabb, vén veterán William Somerset fehér-fekete nyomozópárosa közül utóbbi a letűnt világ hírnöke. Alakját kalapja és ballonkabátja szinte egy posztmodern noir hőssé változtatja. Hűvös modorával és szenvtelenségével tökéletes párost alkotnak Millsszel, amit még Morgan Freeman jutalomjátéka és Brad Pitt ikonteremtő alakítása is erősít.
A történet főszereplője mégis a sorozatgyilkos John Doe, akit Kevin Spacey kiemelkedő és kritikán felüli játéka tesz bizarrá. Fincher hasfelmetszője más, mint az 1990-es évek elején feltűnő, hideg és erőszakos mozis gyilkosok. Az Elemi ösztön (1992), A rettegés foka (1991), valamint A bárányok hallgatnak (1991) című thrillerekben az erőszak és a deviancia kiemelése, megmutatása játszott szerepet. A film gyilkosának azonban mondanivalója van, megfejthetetlen kulturális összefüggésekbe csomagolja ítéleteit. A haragvó Isten követének állítja be magát. Fincher szörnyének és vallásos sorozatgyilkosának teológiai, felszabadító ereje van.
Finchernek tetszett ez a világ, s a közönségnek is. A hatalmas siker hatására a Hetedik kultuszmozi lett, később nemcsak ügyes idézői, de más műfajba oltott epigonjai is felbukkantak a mozivásznon. A siker hatására önálló rendezővé vált, s lehetősége akadt, hogy újabb filmet forgasson.

### Játsz/ma(1997)
A Játsz/ma középpontjában Nickolas von Orton, egy harmadik generációs, magányos, elvált bankár áll. Fincher kárhozott társadalmának tipikus üres és fukar figurája, aki senkiben sem tud hinni, csak a tőzsde indexében. Saját világa is túlméretezett díszlet, egyetlen fogódzója az absztinens öccse, (akit a zseniális Sean Penn alakít), aki születésnapján névjegykártyát ad neki egy cégről, amely különleges izgalmat hoz életébe.
A rendező ad egy esélyt világának a megváltásra. Orton erre vágyó figura, aki kíváncsiságból belemegy a játszmába, vesztére, hiszen előbb-utóbb minden és mindenki ellene fordul. A kényelmes hideg milliárdos hűvös és vegytiszta világa lázad fel ellene. A játékos azonban nem tudja ki ellen játszik. Az ellenfél mintha nem létezne, a játékot irányító cég, a Civil Rekreációs Szolgálat nem megtestesült lény egy felső vezetővel, hanem egy rakás lefizetett színész és trükkmester. Így a harc a mindennapi tárgyak lázadása ellen folyik. Fincher egy bukott várost ábrázol (sok kritikus Borges Bablióniai sorsjátékával állította párhuzamba). A főszereplő Michael Douglas választása telitalálat volt. A Tőzsdecápákban (1987) nyújtott alakításáért Oscar-díjat nyert színész, mintha a régen szabadult, kissé kiégett karakterét gondolná tovább. Nicolas idegeit végletekig feszíti a játék, a mindent tisztázó, végső ámulatban mégis sikerül neki a megtisztulás, amelyben önmagára talál.
Ennek ellenére a Játsz/mának nincs igazi tétje, leginkább azt mutatja meg, mennyire megrendezett a világunk, sőt lelki és testi válságaink, katarzisaink is. San Francisco városképe hűvös, tág és sokszor üres, mintha alig mozogna benne valaki. A Hetedik borús poklától ez sem áll távol, itt azonban semmiféle áthallásnak nem lehetünk tanúi. Marad az irányított, rejtélyes univerzum, a bűnhődés és végezetül a megváltás. A Játsz/ma fogócskája káoszként hatol be a mizantróp milliomos mindennapjaiba, kártékonyan, de végül mégis megtermékenyíti életét. Ezt csak aláhúzzák Howard Shore minimalista zongoraszólamai, amelyek hidegségükkel Ligeti György zenéjét idézik.

### Harcosok klubja(1999)
Fincher sokáig keresgélt, hogy megtalálja az alapot pusztulásának szimfóniájához. Chuck Palahniuk Harcosok klubja című regényének ismeretlen főhőse termék-visszahívási ügynök, de mintha a fiatal pályakezdő von Ortont látnánk, aki nem várja meg, amíg rátalál a megváltás, hanem saját maga alkotja meg új, önpusztító szerepjátékát. A globálkapitalista, termékekkel leírható világ adathalmazzá változó embere ő. A rendezőnek sikerül az eredeti mű minimalista, szenvtelen és precíz leírásait és elbeszélését – a befejezés kivételével – vászonra ültetnie. Az irodalmi alap intenzív grammatikáját a CGI-trükkök virtuális kamerája személyesíti meg a narrátor szövegével megerősítve. Zöldes színvilága, fragmentált stílusa sok szempontból különbözik az előző filmek távolságtartó precíz és egyhangú látványvilágától.
Ahhoz, hogy Fincher elpusztíthassa városát, először kiemeli, majd analizálja azt. Katalógusként tárja fel a szobákat, végigpásztázza a kukát, körberepüli a furgont. Leírható, átalakult világot tár fel, ahol az „én” csak eszközökben létezik. Majd amikor megjelenik Tyler Durden (Brad Pitt), a Narrátor alteregója, a társadalom lerombolója, minden megváltozik. Fincher igazi videóklipes filmet forgatott, gyors vágásút, csontig hatolót. Más ez, mint az előző munkái, mégis minden stíluseleme, új csomagolásban ugyan, de visszaköszön. Intenzív felütésében is mikronnyi sejtekből épült fel a Narrátor arca, aki az utolsó percekben flashback-ként emlékszik vissza a sztori nagy részére. Fincher legönreflexívebb mozija ez, nemcsak a sűrű kiszólásait, de filmanyagát érintő gesztusait is tekintve. Ismét jó érzékkel választotta ki színészeit: Edward Norton, Helena Bonham Carter és Brad Pitt a legemlékezetesebb alakításaikat nyújtják.
Fincher ezzel nemcsak a várostrilógiáját zárja le, hanem élete – eddigi – főművét is megalkotja. A 90-es évek David Fincherének tiszta stílusa ebben a mozijában jelent meg utoljára.

### Pánikszoba(2002)
A Pánikszoba csak továbbgondolja Fincher thrillereink egyik feszültségfokozó eszközét. A Játsz/ma egyes menekülős és kutakodós, valamint a Harcosok klubjának végső ön-verekedését is az ipari kamera monitorainak voyeurista szemszögéből figyelhettük. Míg az előbbiben a felsőbb vezető figyelő őre, az utóbbiban az abszurditás fokozására szolgált ez a gesztus, addig a Pánikszobában már konkrét dramaturgiai elem. Az elvált anya Jodie Foster és lánya – kevélységből, hiszen úgyis mindent a volt férj fizet, hatalmas hodályt vesznek maguknak a felhőkarcolókkal tűzdelt Manhattanben. A város bűnözői azonban egy éjszaka rátörnek a friss lakókra, akik a rejtett és ilyen lakásokhoz extraként dukáló pánikszobába menekülnek. Csakhogy a rablók is az ebben a szobában lapuló széfre vágynak.
Fincher hűvös logikus stílusát a Harcosok klubja szárnyaló, virtuális kamerájával vegyíti. A dramaturgia letisztult, már-már közhelyes, s a vizuális játszadozások is leginkább csak formai mutatványok. A Pánikszoba Fincher egyik legüresebb filmje, nincsenek szimbólumok, sem mögöttes tartalom, nem pszichologizál, nincs filozófiai reflexió, csak a feszültség. Pedig Jodie Foster, Forest Whitaker, Kristen Stewart alakítása mindent kihoz saját karakteréből.
A rendező vakon követi a háztáji thrillerek szabályait: a csonka család krízisét emeli ki, a gonoszok jellemzése másodlagos marad. A film végére még a hűtlen apa is megérkezik, akit a pszichopata gonosz péppé ver, mégis kollektív munkával végül úrrá lesznek a krízisen. Ennek az alműfajnak az alapja Alfred Hitchcock A gyanú árnyékában (1943) című alkotása, s ha a kettőt összehasonlítjuk, a vizuális játék kivételével nem találunk különösebb újításokat a Pánikszobában. Fincher olyan feminin családi thrillert forgatott, ahol anya és lánya körül forog a kamera, míg az apa és az ellenfelek hűvös sötétségben maradnak. S bár a film formailag mindenképpen rokonítható várostrilógiájával, mégis egyszerűsége miatt idegen tőle. Csalódás, hogy a Fincher kamerája által többször körbepásztázott ház szinte semminek a metaforájává nem válik. A film kétségtelenül közönségsiker lett, csak a kritikai taps maradt el.

### Zodiákus(2007)
Fincher a következő öt évben nem forgatott. Rengeteg projekt került a kezébe, de egyelőre visszautasította a számára nem tetsző filmeket. Felajánlották neki a Mission: Impossible III, a Pókember és a Kapj el, ha tudsz rendezését is, de ő inkább Robert Graysmith könyvét akarta filmre vinni, amely a 60-as és 70-es évek rejtélyes sorozatgyilkosáról, a Zodiákusról szólt. A végül 2007-ben bemutatott filmet Arany Pálmára is jelölték, annak ellenére, hogy egy teljesen új Finchert ismerhettünk meg belőle. A szórt fényeket szerető, komor noir hangulat és az idegtépő feszültségkeltés megváltozott. A rendező cammogó, a történelmi hűséget előtérbe helyező új stílusra váltott, amely a virtuális kamerakezelést ugyan használja, ám képi világa szikárabb lett. Eltűnnek a felütésből a játékos főcímek, csak a stáblista zodiákusjegyekbe átforduló fricskája marad meg, s a durva önreflexív kísérletező kedv is alább hagy. A megváltásért sóvárgó főszereplők tisztes nyomozók és újságírók, hétköznapi emberek karakterébe reinkarnálódnak. A rendező ezúttal klasszikusabb bűnfilmet készít, fordulatai lassan adagolódnak, nem csattannak a nézők arcába, mint eddig. Újabb kirakóst akar összerakni, ám a sorozatgyilkos korát akarja kiemelni, s a befejezésben úgy érzi, állást kell foglalnia a mai napig szabadlábon lévő bűnöző kilétét illetően.
A film képi világ is a mindennapi történelem szolgálatában áll, stílusa szinte pontos mása Az elnök emberei figuráinak. Egyelőre utoljára járja körbe a thriller toposzait, ezúttal expresszív stílusát visszaszorítva a retro-feeling javára. Fincher változása már egyértelművé vált.

### Benjamin Button különös élete(2008)
A film egy 80 évesen születő és egyre fiatalodó, vagyis visszafelé élő emberről szól, akit gombgyáros édesapja a születése után egy öregek otthona előtt rak le. Benjamin Button itt éli le életének egy részét, miközben halászhajón bejárja a fél világot, s részt vesz a második világháborúban is. Buja kupiban veszíti el szüzességét, viszonya lesz a férjes Elizabeth-tel (Tilda Swinton), találkozik apjával is. Közben másra sem tud gondolni, mint nagy szerelmére, Daisyre (Cate Blanchett), akit hol elveszít, hol megkap élete folyamán, hogy végül kisgyermekként az ő karjaiban hunyja le a szemét.
A Benjamin Button különös élete F. Scott Fitzgerald egyik 1921-es novellájának motívumaiból építkezik. Ugyan az eredeti mű inkább az abszurditást helyezte előtérbe, Fincher és forgatókönyvírója vér komolyra vette a figurát. Ráadásul Eric Roth, aki a Forrest Gump forgatókönyvjéért is felelős volt – szinte plagizálta önmagát, amikor a társadalmon kívül rekedt egyén epikus életét írta meg újra. Így tulajdonképpen Brad Pitt harmadik szerepeltetése kivételével semmilyen Fincher-jegyet nem fedezhetünk fel a filmben, sokkal inkább egy hollywoodi nagyepikát láthatunk, mint kísérletező műfaji alkotást. Különösen bántó, hogy bár két tragédiát (az első világháborút és a denveri árvizet) fog közre történelmével, mégsincs semmilyen társadalomkritikai él a film visszaforgatott időkerekében. S annak ellenére, hogy öregedés és elmúlás kronológiáját – ezáltal a létezés lehetetlenségét – kívánta barokkos tablóban megfesteni, az eredmény túl szegényesre sikerült az áthallások sokasága miatt.
A film 13 Oscar-jelölést kapott, köztük Finchert jelölték a Legjobb rendező díjára, ám sem ő, sem maga a film nem nyert, csupán három kategóriában vitte el az aranyszobrot. Ennek ellenére a film meglehetősen sikeresnek mondható, összesen 302 386 000 dollár bevételt hozott.

### Social Network – A közösség háló(2010)
Ez a film napjaink egyik legnagyobb közösségi portáljának, a facebook alapításának történetét dolgozza fel. Az egyetemi szobájában Mark Zuckerberg egyszer csak létrehoz egy portált, barátja, Eduardo Saverin ( Andrew Garfield)segítségével. Az oldal hamar népszerű lesz, kinövi magát, és hatalmas céggé alakul, amiben Sean Parker ( Justin Timberlake) is "segít".
A közösségi háló újfent teljesen más hangulatú, mint Fincher eddigi filmjei. Klasszikus karriertörténet – végig pörög, néhány humoros, néhány drámai pillanattal. A filmnek egyedi hangulatot ad Trent Reznor (a Nine Inch Nails frontembere) és Atticus Ross lüktető filmzenéje. Ha magában vesszük egy jó karrier-dráma, ám a Harcosok klubja és a Hetedik féle klasszikusokhoz képest nagyon kevéske.
A forgatókönyvet Aaron Sorkin írta, Ben Mezrich 2009-es könyve, a Véletlenül milliárdosok alapján. A költségvetés mindössze 40 millió dollár volt, a film egyaránt kapott BAFTA – és Golden Globe díjat is, ahol egyébként a legjobb dráma elismerését és David Finchernek a legjobb rendező díját (már igencsak kiérdemelten) meghozta.
Mark Zuckerberget Jesse Eisenberg alakítja, akit Oscar-díjra jelöltek a számítógép-zseni megformálásáért. A film továbbá nyolc Oscarra jelölték: a legjobb film, színész, rendező, operatőr, hangkeverés kategóriában, valamint a gálán megkapta a legjobb adaptált forgatókönyv (Aaron Sorkin révén), vágás és a legjobb filmzene (Trent Reznor és Atticus Ross) díját is.

## Jövőbeli filmtervek

### Ness
Fincher-t leszerződtették egy produkcióra ami a Marc Andreyko és Brian Michael Bendis által készített képregény a Torso filmadaptációja lenne. A főszerepet a híresztelések szerint Jake Gyllenhaal fogja alakítani, akivel Fincher korábban a Zodiákusban dolgozott együtt. 2008. szeptember 5-én egy internetes honlap kiszivárogtatta, hogy Matt Damon játssza Eliot Ness szerepét a Ness című filmben, valamint azt, hogy a producerek éppen a forgatási helyszíneket keresik Ohio-ban, Cleveland államban.

### Black Hole
2008. február 20-án a Variety magazin terjesztette a hírt, miszerint Fincher Charles Burns képregényéből a Black Hole-ból Fincher fog filmet rendezni. A produkciót a Paramount Pictures finanszírozza, a történet pedig szexuális aktivitású fiatalokról szól. A filmet illetően több információ még nincs.

### The Goon
2008. július 2-án bejelentették, hogy az Eric Powell által készített képregény a The Goon filmváltozatára Finchert szerződtették le, a Dark Horse Entertainment az Universal Pictures-el karöltve kikötötték, hogy a filmnek animációs stílusban kell elkészülnie.

### Heavy Metal
A Variety magazin kiszivárogtatta, hogy a Paramount Pictures még egy animációs film elkészítésére szerződtette le Finchert. A film sokáig a stúdió fiókjában pihent, majd 2008-ban több rendező, köztük Zack Snyder, Gore Verbinski és Guillermo del Toro is kifejtette, hogy szeretne egy szegmencset készíteni a filmhez.

### Chef
2008 novemberében jelent meg a hír, miszerint Fincher egy szex-komédiát rendez, Keanu Reeves-el a főszerepben. A forgatókönyv írója Steven Knight lesz, a film jelenleg előkészítési fázisban van.

## Filmográfia

### Mozifilmek
- A végső megoldás: Halál (1992)
- Hetedik (1995)
- Játsz/ma (1997)
- Harcosok klubja (1999)
- Pánikszoba (2002)
- Zodiákus (2007)
- Benjamin Button különös élete (2008)
- Social Network – A közösségi háló (2010)
- A tetovált lány (2011)
- Holtodiglan (2014)
- Mank (2020)
- A gyilkos (2023)

### Videóklipek
- "Dance This World Away" Rick Springfield (1984)
- "Celebrate Youth" Rick Springfield (1984)
- "Bop Til You Drop" Rick Springfield (1984)
- "Shame," The Motels (1985)
- "Shock," The Motels (1985)
- "All The Love," The Outfield (1986)
- "Every Time You Cry", The Outfield (1986)
- "One Simple Thing", Stabilizers (1986)
- "She Comes On", Wire Train (1987)
- "Should She Cry", Wire Train (1987)
- "Endless Nights", Eddie Money (1987)
- "Downtown Train", Patty Smyth (1987)
- "I Don't Mind At All", Bourgeois Tagg (1987)
- "Notorious", Loverboy (1987)
- "Love Will Rise Again", Loverboy (1987)
- "Johnny B", The Hooters (1987)
- "Storybook Story", Mark Knopfler (1987)
- "Can I Hold You", Colin Hay (1987)
- "No Surrender", The Outfield (1987)
- "Say You Will", Foreigner (1987)
- "Don't Tell Me The Time", Martha Davis (1987)
- "Tell It To the Moon", Martha Davis (1988)
- "Heart of Gold", Johnny Hates Jazz (1988)
- "Englishman in New York", Sting (1988)
- "Shattered Dreams" (second version), Johnny Hates Jazz (1988)
- "Get Rhythm", Ry Cooder (1988)
- "Most of All", Jody Watley (1988)
- "Roll With It", Steve Winwood (1988)
- "(It's Just) The Way That You Love Me" (version 1988), Paula Abdul (1988)
- "Holding On", Steve Winwood (1988)
- "Heart", Neneh Cherry (1989)
- "Bamboleo" (second version), Gipsy Kings (1989)
- "Straight Up", Paula Abdul (1989)
- "Most Of All", Jody Watley (1989)
- "Real Love", Jody Watley (1989)
- "Bamboleo" (third version), Gipsy Kings (1989)
- "She's A Mystery To Me", Roy Orbison (1989)
- "Forever Your Girl," Paula Abdul (1989)
- "Express Yourself", Madonna (1989)
- "The End of the Innocence", Don Henley (1989)
- "Cold Hearted", Paula Abdul (1989)
- "(It's Just) The Way That You Love Me" (version 1989), Paula Abdul (1988)
- "Oh Father", Madonna (1989)
- "Janie's Got a Gun", Aerosmith (1989)
- "Vogue", Madonna (1990)
- "Cradle of Love", Billy Idol (1990)
- "L.A. Woman", Billy Idol (1990)
- "Freedom '90", George Michael (1990)
- "Bad Girl," Madonna (1993)
- "Who Is It", Michael Jackson (1993)
- "Love Is Strong", The Rolling Stones (1994)
- "6th Avenue Heartache", The Wallflowers (1996)
- "Judith", A Perfect Circle (2000)
- "Only", Nine Inch Nails (2005)

### Reklámok
- Adidas – "Legs" (2002)
- American Cancer Society – "Smoking Fetus" (1984)
- Apple Inc. – "iPhone 3G" (2008)
- AT&T – "You Will" (1993)
- Budweiser – "Pool Hall" (1993)
- Coco Chanel – "The Director" (1992)
- Coke – "Blade Roller" (1993)
- Coke – "The Arquettes" (2003)
- Heineken – "Beer Run" (2004)
- HP – "Constant Change" (2004)
- Honda – "Escape" (1995)
- Levi's – "Restaurant" (1994)
- Levi's – "Chase" (1996)
- Levi's – "Reason #259" (1998)
- Motorola, Inc. – "Pebl" (2005)
- Nike – "Barkley On Broadway" (1992)
- Nike – "Instant Karma" (1993)
- Nike – "Game Breakers" (2003)
- Nike – "Speed Chain" (2003)
- Nike – "Fate" (2008)
- SoftBank – "Wind" (2008)
- Sprite (2007) – ft: Se7en, JJ Lin és Ho Csie (He Jie)
- Xbox 360 – Gears of War "Mad World" (2006)
- Xelibri – "Beauty For Sale" (2003)

## Díjak és jelölések
Oscar-díj
- 2009 jelölés Benjamin Button különös élete (legjobb rendező)

Szaturnusz-díj
- 2009 jelölés Benjamin Button különös élete (legjobb rendező)
- 1996 jelölés Hetedik (legjobb rendező)
- 1993 jelölés A végső megoldás: Halál (legjobb rendező)

BAFTA-díj
- 2009 jelölés Benjamin Button különös élete (legjobb rendező)

César-díj
- 2023 díj Tiszteletbeli César (életműdíj)[12]

Kék Szalag-díj
- 1997 díj Hetedik (legjobb idegen nyelvű film)

Bodil-díj
- 2008 jelölés Zodiákus (legjobb amerikai film)

Critics Choice-díj
- 2009 jelölés Benjamin Button különös élete (legjobb rendező)

Cannes-i fesztivál
- 2007 jelölés Zodiákus (Arany Pálma)

CFCA-díj
- 2008 jelölés Benjamin Button különös élete (legjobb rendező)
- 2007 jelölés Zodiákus (legjobb rendező)

Video Premiere-díj
- 2001 jelölés Hetedik (legjobb DVD audiokommentár)

DGA-díj
- 2009 jelölés Nike: "Fate", Stand up to Cancer: "Stand up for Something" és Apple: "Hallway" (legjobb reklámrendező)
- 2009 jelölés Benjamin Button különös élete (legjobb rendező)
- 2004 díj nikegridiron.com: "Gamebreakers", Nike: "Speed Chain" és Xelibri Phones: "Beauty for Sale (legjobb reklámrendező)

Empire-díj
- 2008 jelölés Zodiákus (legjobb rendező)

Fantasporto
- 1996 díj Hetedik (International Fantasy Film-díj – legjobb film)

Golden Globe-díj
- 2009 jelölés Benjamin Button különös élete (legjobb rendező)
- 2011 díj: Social Network – A közösségi háló (legjobb rendező)

Hochi Film-díj
- 1996 díj Hetedik (legjobb idegen nyelvű film)

ALFS-díj
- 2009 díj Benjamin Button különös élete (az év rendezője)
- 2008 jelölés Zodiákus (az év rendezője)

NBR-díj
- 2008 díj Benjamin Button különös élete (legjobb rendező)

OFCS-díj
- 2009 jelölés Benjamin Button különös élete (legjobb rendező)
- 2008 jelölés Zodiákus (legjobb rendező)
- 2000 jelölés Harcosok klubja (legjobb rendező)

Sant Jordi-díj
- 1997 díj Hetedik (Közönségdíj – legjobb idegen nyelvű film)